# Gigi Proietti

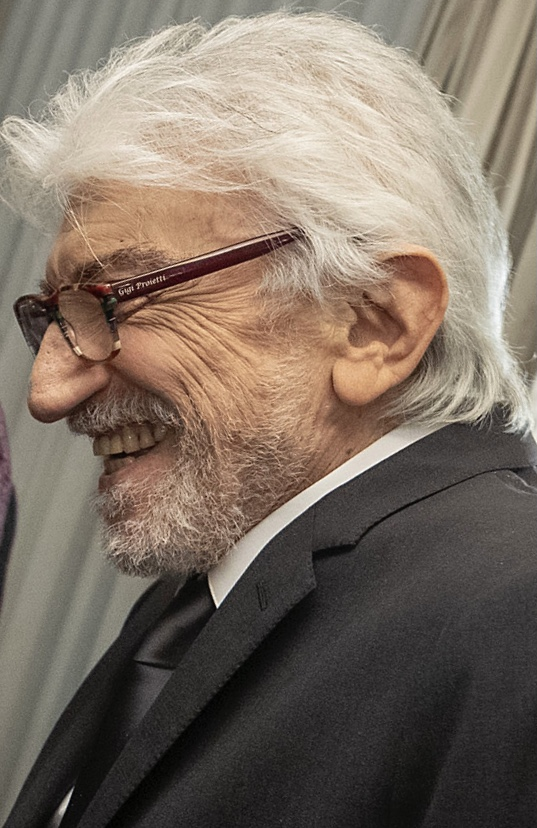
Gigi Proietti (Februar 2020)

Luigi „Gigi“ Proietti (* 2. November 1940 in Rom; † 2. November 2020 ebenda) war ein italienischer Film-, Fernseh- und Theaterschauspieler sowie Regisseur und Synchronsprecher.

## Leben
Luigi Proietti war der Sohn von Romano Proietti, geboren in Umbrien, und Giovanna Ceci, einer Hausfrau. Er meldete sich an der Jurafakultät an der Universität La Sapienza an, wo er Darstellungskurse von Giancarlo Cobelli besuchte.
Als Schauspieler war Proietti seit Mitte der 1950er Jahre in mehr als 80 Produktionen für Film und Fernsehen zu sehen. Als Regisseur war er zu Beginn der 1990er Jahre an der Serie Villa Arzilla beteiligt und drehte 1998 den Fernsehfilm Un nero per casa. Für die Serie Una pallottola nel cuore war er auch als Drehbuchautor aktiv.
Luigi „Gigi“ Proietti hatte einen Cameo-Auftritt in Frivole Spiele (1964), aber er debütierte in Ergötzliche Nächte (1965). Proietti war an vielen internationalen Filmen wie Ein Hauch von Sinnlichkeit von Sidney Lumet (1969) und Eine Hochzeit von Robert Altman (1978) beteiligt.
Proietti war Synchronsprecher für viele Schauspieler wie Robert De Niro, Sean Connery, Sylvester Stallone, Richard Burton, Dustin Hoffman, Paul Newman, Charlton Heston und Marlon Brando.
Am 2. November 2020, seinem 80. Geburtstag, starb Gigi Proietti in Rom an einem Herzinfarkt.

## Filmografie (Auswahl)

### Schauspieler
- 1964: Frivole Spiele (Se permette parliamo di donne)
- 1965: Ergötzliche Nächte (Le piacevoli notti)
- 1969: Una ragazza piuttosto complicata
- 1969: Ein Hauch von Sinnlichkeit (The Appointment)
- 1969: Huckepack (La matriarca)
- 1970: Brancaleone auf Kreuzzug ins Heilige Land (Brancaleone alle crociate)
- 1970: Dropout
- 1971: Mortadella
- 1971: Bubu
- 1973: La Tosca
- 1975: Die Sexmaschine (Conviene far bene l’amore)
- 1976: Febbre da cavallo
- 1976: Bordella
- 1976: Das Erbe der Ferramonti (L'eredità Ferramonti)
- 1977: Strandgeflüster (Casotto)
- 1978: Eine Hochzeit (Un matrimonio)
- 1978: Die Schlemmer-Orgie (Who Is Killing the Great Chefs of Europe?)
- 1994: D’Artagnans Tochter (La Fille de d’Artagnan)
- 2002: Febbre da cavallo – La mandrakata
- 2019: Pinocchio
- 2021: Io sono Babbo Natale

### Fernsehserie
- 1996–2005: Il maresciallo Rocca
- 1997–2000: L’avvocato Porta

## Auszeichnungen (Auswahl)
- 2003: Nastro d’Argento für Febbre da cavallo – La mandrakata (Bester Hauptdarsteller)
- 2018: Nastro d’Argento (Ehrenpreis für sein Lebenswerk)
- 2021: Benennung eines Asteroiden nach ihm: (7916) Gigiproietti